# 캠 알드레드
캐머넌 미첼 알드레드(Cameron Mitchell Alldred, 1996년 7월 25일 ~ )는 미국의 야구 선수이자, 전 KIA 타이거즈의 투수이다.

## 미국 프로야구 시절
2022년에 피츠버그 파이리츠에 입단하였다.

## 한국 프로야구 시절

### KIA 타이거즈시절
2024년 5월 29일에 윌 크로우 부상으로 인해 임시 외국인 투수로 영입되었다.
그리고 8월 4일에 대전 한화전을 끝으로 팀을 떠나게 되었다. 그의 대체 선수는 에릭 라우어이다.